# Stuart Range

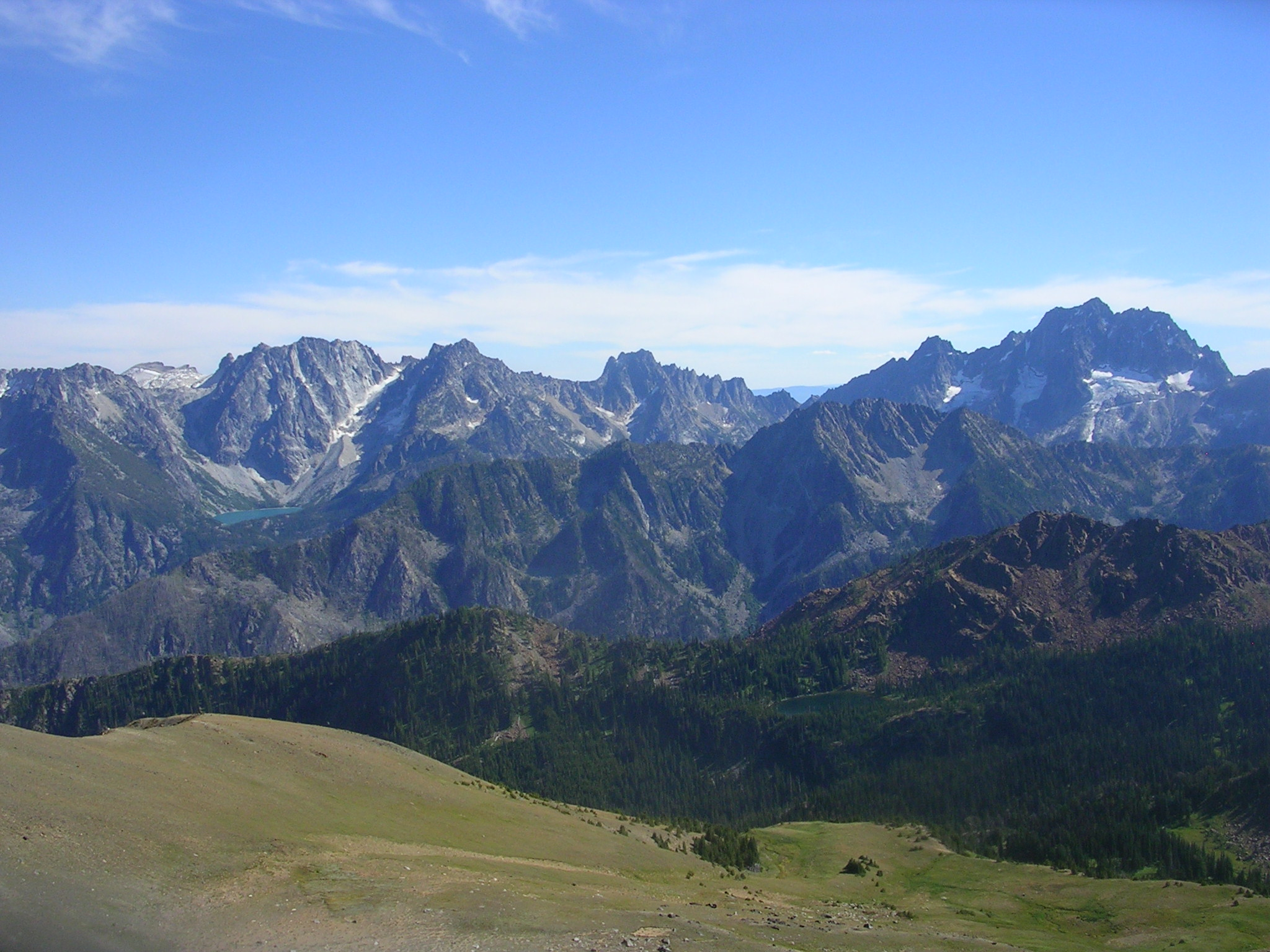
Die Stuart Range vom Cashmere Peak in den Wenatchee Mountains aus gesehen

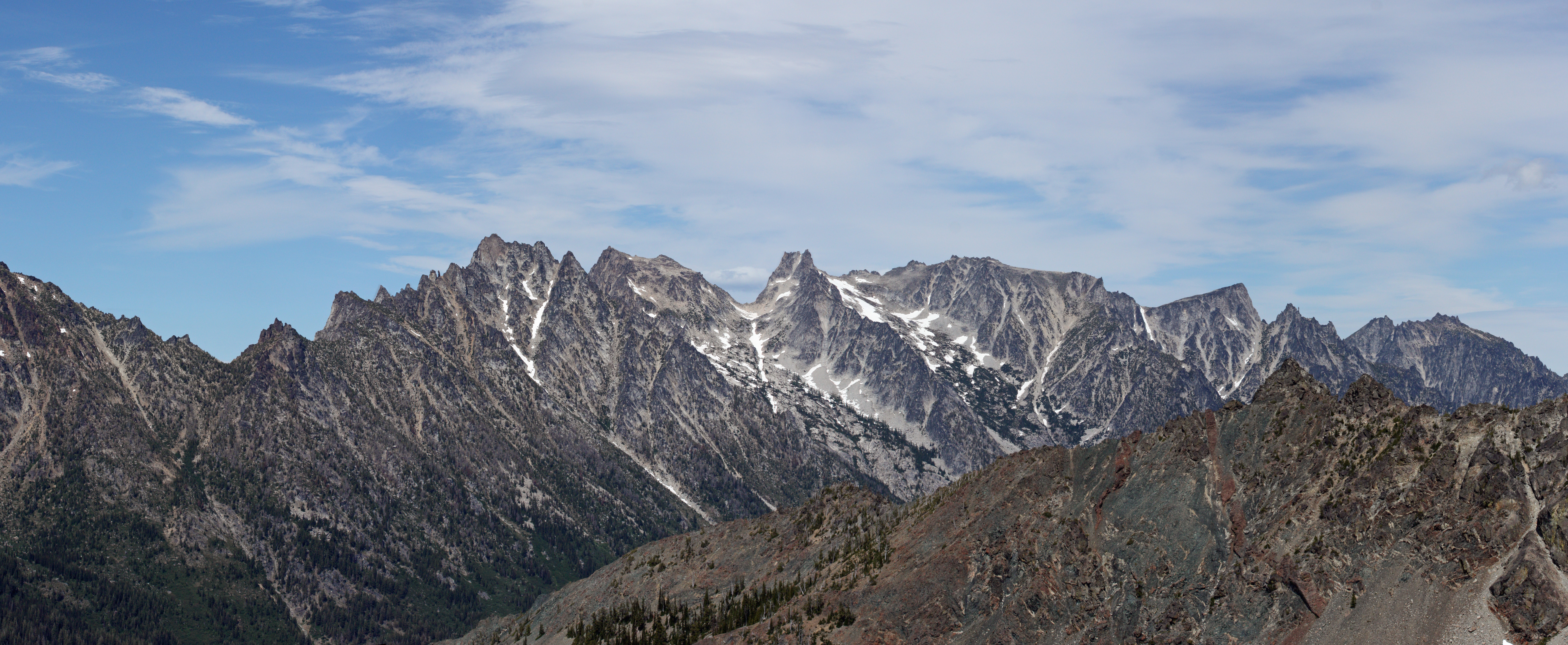
In der Bildmitte von links nach rechts: Argonaut Peak, Colchuck Peak und Dragontail Peak; Blick von Südwesten

Die Stuart Range ist eine Gebirgskette im zentralen Teil des US-Bundesstaats Washington. Die Kette liegt in den östlichen Teilen der Kaskadenkette unmittelbar südwestlich von Leavenworth und verläuft in Ost-West-Orientierung. Die westlichen Gipfel bilden einen einzelnen scharfen Grat. Die östliche Hälfte der Kette spaltet sich in zwei parallele Grate, deren nördlicher als Enchantment Peaks bekannt ist. Zwischen diesen Graten liegt das Enchantment Basin, welches die Dutzenden von als Enchantment Lakes bekannten Kar-Seen enthält. Zusammen mit diesen Seen werden die östlichen Gipfel der Stuart Range als The Enchantments bezeichnet, ein wohlbekanntes Ziel für Wanderer. Die südliche Flanke der Stuart Range fällt steil zum Ingalls Creek ab, jenseits dessen die grob parallel verlaufenden Wenatchee Mountains aufragen.

## Liste einiger Gipfel
Hier eine (unvollständige) Liste von bemerkenswerten Gipfeln. Innerhalb jedes Unterabschnittes sind die Gipfel so gut wie möglich von West nach Ost angeordnet.

### Westliche Kette
- Mount Stuart - 9.209 ft (2.807 m) - 47° 29′ N, 120° 54′ W[5]
- Sherpa Peak - 8.478 ft (2.584 m) - 47° 28′ N, 120° 53′ W[6]
- Argonaut Peak - 8.369 ft (2.551 m) - 47° 28′ N, 120° 52′ W[7]
- Colchuck Peak - 8.507 ft (2.593 m) - 47° 29′ N, 120° 51′ W[8]
- Dragontail Peak - 8.809 ft (2.685 m) - 47° 29′ N, 120° 50′ W[9]

### Östliche Kette (Südteil)
- Witches Tower - 8.520 ft (2.597 m) - 47° 29′ N, 120° 50′ W[10]
- Little Annapurna - 8.458 ft (2.578 m) - 47° 28′ N, 120° 49′ W[11]
- McClellan Peak - 8.225 ft (2.507 m) - 47° 28′ N, 120° 47′ W[12]
- Rocket Peak - 7.375 ft (2.248 m) - 47° 28′ N, 120° 46′ W[13]
- Gremlin Peak - 7.250 ft (2.210 m) - 47° 28′ N, 120° 46′ W[14]

### Östliche Kette (Nordteil: Enchantment Peaks)
- Colchuck Balanced Rock - 8.200 ft (2.499 m) - 47° 29′ N, 120° 49′ W[15]
- Cannon Mountain - 8.579 ft (2.615 m) - 47° 30′ N, 120° 48′ W[16]
- Enchantment Peak - 8.520 ft (2.597 m) - 47° 29′ N, 120° 48′ W[17]
- Prusik Peak - 7.858 ft (2.395 m) - 47° 29′ N, 120° 47′ W[18]
- The Temple - 8.035 ft (2.449 m) - 47° 29′ N, 120° 46′ W[19]

## Geologie
Der Mount-Stuart-Batholith bildet die Basis der Stuart Range und der nahegelegenen Wenatchee Mountains. Der Batholith dehnt sich über etwa 13 mi (21 km) × 16 mi (26 km) aus. Zwei plutonische Massen sind in ihm durch eine dünne Trennwand aus Chiwaukum-Glimmerschiefer und den Felsen des Ingalls-Komplexes getrennt. Der östlichere Pluton ist 93 Mio. Jahre alt, während der westlichere zwischen 83 und 86 Mio. Jahre alt ist. Hervortretende Felsen sind vorwiegend aus Quarz-Diorit und Granodiorit.
Die Stuart Range liegt in der Nähe einer konvergenten Plattengrenze, wo eine Platte über die andere geschoben wird. In West-Washington ist dies die Nordamerikanische Platte, die sich über die Juan-de-Fuca-Platte schiebt, was sowohl zu vulkanischer als auch seismischer Aktivität führt. Diese Konvergenz hält seit mehr als 200 Mio. Jahren an. Fortgesetzte Hebung und Erosion haben den tiefliegenden granitenen Batholithen an die Oberfläche gebracht und bildeten so eine eher spektakuläre Gebirgskette in Washington.